# 유복 (양향경후)
유복(劉福, ? ~ ?)은 전한 말기의 제후로, 조공왕의 아들이다.

## 행적
수화 원년(기원전 8년), 양향후(襄鄕侯)에 봉해졌다.
시호를 경(頃)이라 하였고, 아들 유장이 작위를 이었다.

## 출전
- 반고, 《한서》 권15하 왕자후표 下

| 선대 (첫 봉건) | 전한의 양향후 기원전 8년 6월 병인일 ~ ? | 후대 아들 유장 |